# HMAS AE2
Le HMAS AE2 (originellement nommé AE2) est un sous-marin de la Royal Australian Navy. L'un des deux sous-marins commandés pour cette marine naissante, l'AE2 fut construit par Vickers-Armstrongs en Angleterre et fut mis en service en 1914. Avec son sistership, le HMAS AE1, il navigua ensuite jusqu'en Australie, c'est à cette époque le plus long voyage effectué par un sous-marin.
Après le début de la Première Guerre mondiale, l'AE2 fut envoyé en Nouvelle-Guinée allemande avec la Force expéditionnaire terrestre et navale australienne, où il patrouilla dans les eaux des Fidji. Comme les théâtres d'opérations du Pacifique et de l'océan Indien ne nécessitait pas l'utilisation de sous-marins, l'AE2 fut envoyé en Méditerranée et arriva en Égypte au début de 1915. Le navire fut affecté à la bataille des Dardanelles, où il fut le premier sous-marin a pénétrer avec succès dans le détroit et à entrer dans la mer de Marmara. Ses ordres étant de « se lâcher » en territoire turc, l'AE2 opéra pendant cinq jours avant que des problèmes techniques le forcent à faire surface, où il fut endommagé par le torpilleur Sultanhisar. Le sous-marin fut alors sabordé par son équipage, dont tous les membres furent capturés.
L'AE2 fut le seul navire de la RAN perdu par action de l'ennemi pendant la Première Guerre mondiale. Le musée Rahmi M. Koç d'Istanbul débuta la recherche de l'épave en 1995 et la trouva en 1998. À la suite d'une nouvelle expédition en 2008, les gouvernements australien et turc décidèrent de laisser le navire en place.

## Description
La classe E était une version dérivée de la précédente classe D, élargie pour accueillir une paire additionnelle de tubes lance-torpilles L'AE2 avait une longueur hors-tout de 55,2 m, une largeur de coque de 6,9 m et un tirant d'eau de 3,8 m. Il déplaçait 760 t en surface et 820 t en plongée. La classe E fut conçue pour plonger à une profondeur de 30,5 m, mais l'ajout d'une cloison étanche renforçait la coque et permettait d'atteindre une profondeur de 61 m. L'équipage était constitué de 34 officiers et membres d'équipage.
Le navire avait deux hélices, chacune entraînée par un moteur diesel à 8 cylindres de 800 ch (600 kW) ainsi que par un moteur électrique de 420 ch (313 kW). Cette configuration permettait aux sous-marins de la classe E d'atteindre une vitesse maximum de 28 km/h (15 nd) en surface et 19 km/h (10 nd) en plongée. Ils emportaient approximativement 41 t de fioul qui leur donnaient une autonomie de 5 600 km (3 000 NM) à 19 km/h en surface et 120 km (65 NM) en plongée.
L'AE2 était équipé de quatre tubes lance-torpilles de 18 pouces, un à la proue, un à la poupe et deux sur les flancs bâbord et tribord. Le bateau emportait une torpille de rechange pour chaque tube. Aucun canon n'était installé.

## Construction et carrière
L'AE2 fut mis sur cale le 10 février 1912 aux chantiers Vickers-Armstrongs à Barrow-in-Furness en Angleterre, et fut lancé le 15 juin 1913. Il fut pris en compte par la Royal Australian Navy à Portsmouth le 28 février 1914, sous le commandement du Lieutenant Henry H.G.D. Stoker, RN. Accompagné de son sister-ship l'AE1, l'AE2 rejoignit Sydney à partir de l'Angleterre le 24 may 1914, avec un équipage composé d'officiers de la Royal Navy (RN) et de d'un mélange de matelots de la Royal Navy et de la Royal Australian Navy. Le trajet de 24 000 km (13 000 NM) était alors le plus long trajet d'un sous-marin de l'histoire, et 60 des 83 jours de voyage furent passés en mer,.

### Déclenchement de la Première Guerre mondiale
Au déclenchement de la guerre en septembre 1914, les deux sous-marins furent assignés à la Force expéditionnaire terrestre et navale australienne chargée de capturer la Nouvelle-Guinée allemande. Durant la capture de la Nouvelle-Guinée, l'AE1 disparut sans laisser de traces. Après que les Allemands se soient rendus, l'AE2 passa trois semaines à patrouiller autour des îles Fidji avec le croiseur de bataille Australia, puis retourna à Sydney le 16 novembre pour maintenance et réparations,.
Comme l'AE2 était le seul sous-marin dans la région et que la menace allemande envers l'Australie avait disparu, Stoker suggéra que le bateau soit transféré en Europe. La Royal Australian Navy et l'Amirauté britannique acceptèrent, et le 31 décembre, il quitta Albany avec le convoi no 2 de la First Australian Imperial Force remorqué par le paquebot SS Berrima. Le sous-marin était le seul navire de guerre assigné au convoi de seize navires, puisqu'après le combat des îles Cocos qui vit la destruction du seul navire allemand actif dans les océans Pacifique et Indien, l'Amirauté ne ressenti pas le besoin de protéger la navigation dans l'océan Indien. L'AE2 arriva à Port-Saïd en Égypte le 28 janvier 1915, où il reçut l'ordre de rejoindre la 2d flottille de sous-marin britannique et prit part aux patrouilles en support de la bataille des Dardanelles,.

### La bataille des Dardanelles
Le 10 mars, le sous-marin s'échoua près de Moudros alors qu'il revenait de patrouille et que les lumières du port utilisées pour guider la navigation avaient été éteintes en son absence, ce à quoi Stoker n'avait pas été préparé. Le sous-marin fut remorqué jusqu'à Malte pour être réparé et retourna aux opérations en avril.
Le but de la bataille des Dardanelles était de battre l'Empire ottoman, allié de l'Allemagne, et d'ouvrir une ligne de ravitaillement vers l'Empire russe via la mer Noire. Les tentatives d'ouvrir le passage des Dardanelles grâce à la puissance navale furent vaines : trois cuirassés alliés furent coulés et trois autres très endommagés durant l'attaque en surface ; bien que le sous-marin britannique HMS B11 fut capable d'entrer dans le détroit et de couler le cuirassé à coque en fer modernisé Mesudiye, deux autres échouèrent à traverser le détroit et à entrer en mer de Marmara, entraînant la perte du HMS E15 et du sous-marin français Saphir à cause des mines omniprésentes dans la zone,. Des plans furent établis pour capturer les défenses turques par une attaque terrestre, avec des débarquements au cap Helles et dans la baie ANZAC,. Malgré les échecs du E15 et du Saphir, Stoker prévoyait sa propre tentative, qui fut approuvée par le commandant de la flotte alliée, le vice-amiral John de Robeck.

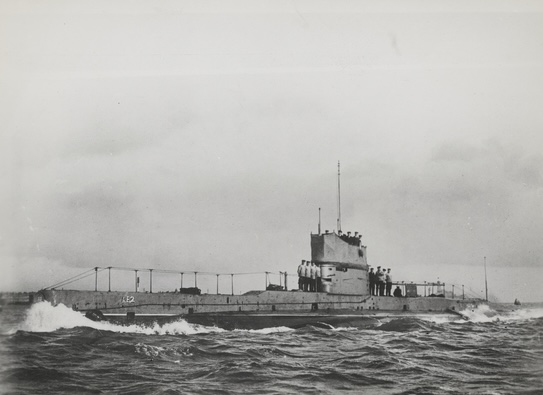
HMAS AE2

La première tentative de l'AE2 eut lieu le 24 avril, mais le bateau ne parcouru que 11 km (6 NM) dans le détroit avant que les attaches des barres de plongée avant ne lâchent, rendant le sous-marin incontrôlable en plongée, et forçant Stoker à se retirer,. À 2 h 30 le jour suivant, Stoker effectua une seconde tentative. Le sous-marin fut repéré par l'artillerie côtière et fut pris pour cible à partir de 4 h 30 ; Stoker ordonna au navire de plonger pour éviter les obus et pour traverser le premier champ de mines. L'AE2 passa l'heure suivante à chercher sa route entre les câbles d'arrimage des mines : des câbles défensifs soudés au sous-marin à Malte empêchaient les câbles d'arrimage de s'accrocher,. À 6 h, l'AE2 atteignit Çanakkale et torpilla une canonnière turque pensant que c'était un croiseur de classe Peyk-i Şevket, tout en effectuant des manœuvres évasives pour éviter un contre-torpilleur ennemi,. Le sous-marin s'échoua près d'un fort turc, mais les canons du fort ne pouvaient pas s'abaisser assez pour l'atteindre, et l'AE2 put se libérer seul en quatre minutes. Peu après, le périscope du sous-marin fut repéré par un cuirassé turc qui tirait sur les sites de débarquements alliés par-dessus la péninsule ; ceci conduisit le navire à arrêter son tir et à se retirer. L'AE2 s'avança plus en avant dans la mer de Marmara, et à 8 h 30, Stoker décida de poser le bateau au fond de l'eau et d'attendre que la nuit tombe pour continuer.
Vers 21 h l'AE2 fit surface pour recharger ses batteries, et Stoker envoya un message à la flotte annonçant son succès, étant le premier navire allié à traverser le détroit,,. Stoker avait ordonné d'attaquer tout navire ennemi, et en l'absence de bateau en vue, il ordonna d'entrer en mer de Marmara. Bien que le débarquement du cap Helles se passait bien au moment où Stoker envoya son message, le débarquement en baie ANZAC était un échec, et le commandant du corps d'armée australien et néo-zélandais (ANZAC), le lieutenant-general Sir William Birdwood poussait pour le réembarquement de ses troupes. Certaines sources identifient l'AE2 comme l'une des raisons qui poussèrent Birdwood à attaquer, bien que l'Australian War Memorial argue qu'il « n'y a pas de preuve » que ce soit le cas,.
Le sous-marin fit des apparitions à travers la mer de Marmara durant les cinq jours suivants pour donner l'impression qu'il y avait plusieurs bateaux, et plusieurs attaques contre des navires turcs furent effectuées, bien que toutes échouèrent à cause des problèmes mécaniques de plus en plus nombreux. Les informations sur les succès du sous-marins furent communiquées aux soldats à terre pour accroître leur moral. Le 29 avril, l'AE2 rencontra le E14, l'un des nombreux sous-marins à être entrés dans les Dardanelles après lui. Les sous-marins arrangèrent un rendez-vous pour le matin suivant,. Quand l'AE2 arriva au point de rendez-vous le 30 avril, la fumée du torpilleur Sultanhisar était en vue, le sous-marin plongea donc et se déplaça pour enquêter. À 10 h 30, à 1 mille du torpilleur, l''AE2 remonta et fit surface de façon inexplicable : Tandis qu'il plongeait pour s'échapper, le sous-marin passa sous sa profondeur limite de plongée ; les tentatives frénétiques pour corriger le problème fit que la poupe fit surface. Le Sultanhisar tira immédiatement sur le sous-marin, perforant sa coque pressurisée en trois endroits près des compartiments des moteurs,,. Stoker ordonna à l'équipage d'évacuer et il saborda l'AE2 à 10 h 45,. Tous les membres d'équipage survécurent à l'attaque et furent capturés par le Sultanhisar bien que quatre décédèrent de maladie en captivité,. Les succès de l'AE2 montrèrent aux autres que la mission était possible, et pendant des mois la navigation et les lignes de communication turques furent perturbées, le ravitaillement et les renforts des défenses turques de la presqu'île de Gallipoli furent forcés d'emprunter des voies terrestres sous-développées,,. L'AE2 fut le seul bâtiment de la Royal Australian Navy à être perdu par l'action de l'ennemi pendant la Première Guerre mondiale, avec son sistership AE1, ils constituèrent les seules pertes opérationnelles de la RAN pendant la guerre.

## Recherche de l'épave

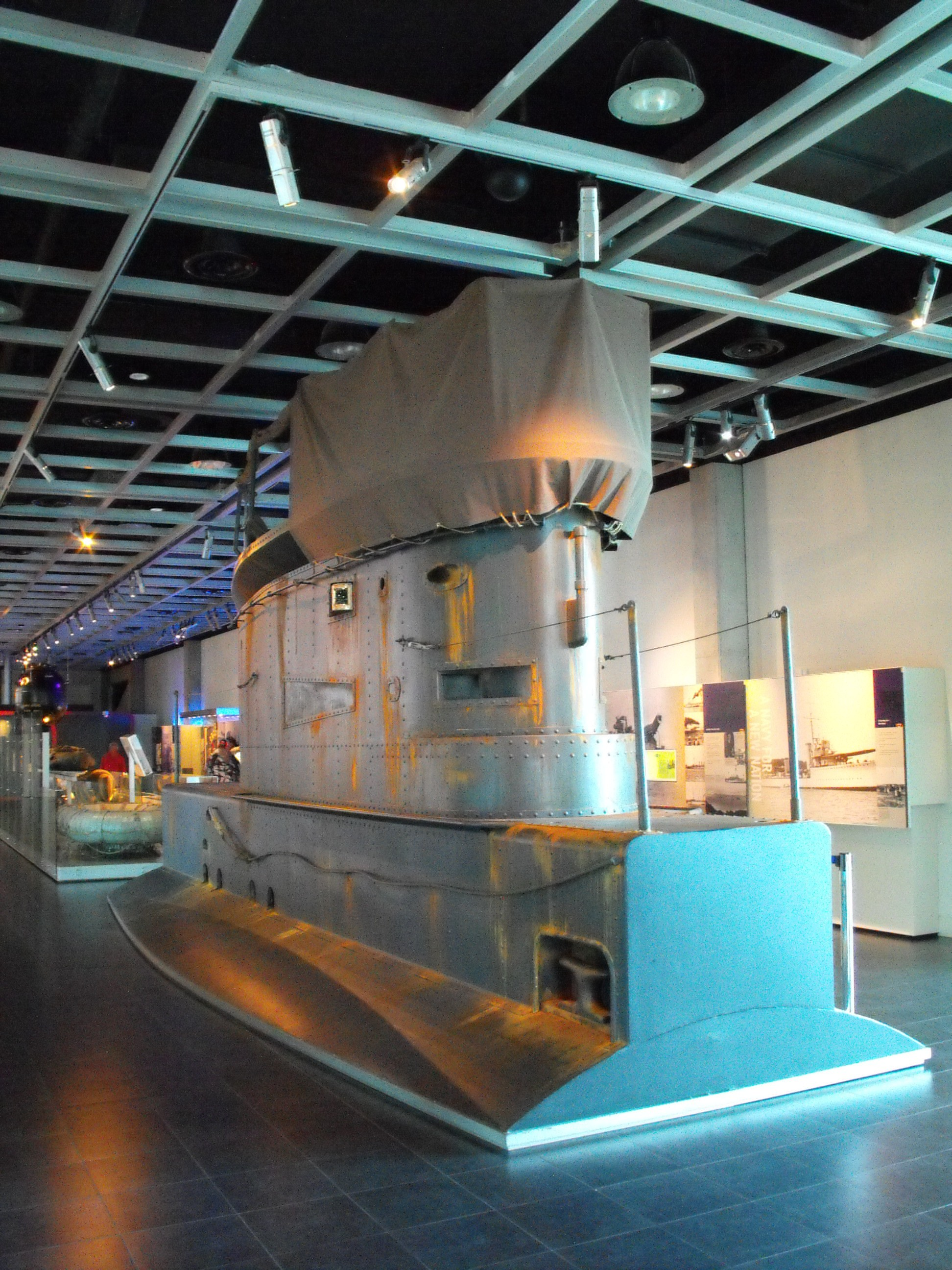
Une réplique du kiosque de l'AE2 au Western Australian Maritime Museum.

À partir de 1995, Selçuk Kolay, directeur du musée Rahmi M. Koç à Istanbul, a recherché les restes de l'AE2. En 1996, il découvrit ce qu'il pensait être l'épave par 86 m de fond. Avec l'assistance d'une équipe de plongée australienne, il détermina en octobre 1997 que l'épave était celle d'un vieux bateau à vapeur. Après une enquête plus approfondie au sonar à balayage latéral et par magnétométrie sur le site de sabordage de l'AE2 connu, Kolay localisa le sous-marin en juin 1998, reposant par 72 m de fond. La première plongée sur l'épave eut lieu en juillet, tandis que les plongées suivantes par une équipe australiennes apte à confirmer l'identité de l'AE2s eurent lieu en octobre. Le gouvernement australien ne réclama par l'épave comme le sous-marin n'était pas considéré comme un cimetière militaire,.
Le 9 septembre 2007, les autorités navales australiennes et turques débutèrent des investigations pour déterminer si l'AE2 pouvait être remonté et restauré. L'un des plans aurait vu le sous-marin transféré dans un réservoir d'observation à Çanakkale. Lors de l'inspection, une caméra de plongée fut introduite dans le sous-marin par une trappe ouverte dans la salle de contrôle. L'équipe de recherche découvrit que l'épave de l'AE2 avait subi d'autres dommages depuis les plongés d'inspection de 1998. L’enveloppe extérieure de la proue avait été détruite et la partie arrière du kiosque montrait d'importants dommages. À la suite d'une réunion en avril 2008 entre l'Institut turc d'archéologie nautique et le Submarine Institute of Australia, il fut recommandé de ne pas remonter l'épave,. Déplacer le sous-marin dans un réservoir d'observation, ou dans des eaux moins profondes, furent déconseillés car le projet aurait coûté entre 80 et AU100 million $. Déplacer l'AE2 aurait aussi créé un fort risque pour le sous-marin et les bateaux naviguant dans la zone de relocalisation ; et en plus des potentiels dommages à l'épave, il y a toujours des torpilles non-explosées à bord. À la place, le comité conseilla de préserver l'épave du sous-marin en installant des anodes sacrificielles pour réduire la corrosion, ainsi des bouées et un système de surveillance pour marquer l'épave et détecter les accès non autorisés et les dommages potentiels.
En mars 2010, à la suite d'une révision du système d'attribution des honneurs de bataille de la Royal Australian Navy, l'AE2 fut rétroactivement distingué avec les honneurs « Rabaul 1914 » et « Dardanelles 1915 »,.
Une exploration de l'épave avec un ROV fut effectuée en juin 2014 par la Defence Science and Technology Organisation. Plusieurs découvertes importantes furent faites, dont la confirmation de l'existence d'un télégraphe polaire sans-fil portable et d'un fil d'antenne à bord. Pendant l'exploration, les anodes sacrificielles furent installés sur l'épave, et la localisation fut marquée avec une bouée pour diminuer les dommages causés par les navires circulant dans la zone.

## Héritage
En 2009, l'Université Edith-Cowan fut engagée par les Archives nationales d'Australie pour produire un jeu vidéo de simulation appelé AE2 Commander, financé dans le cadre du prix Ian Maclean de 15 000 $. En plus d'être une simulation de sous-marin de la Première Guerre mondiale réaliste, il montra comment les sources archivées originales peuvent être utilisées pour la réalisation de simulation par ordinateur et de jeux sérieux. La version initiale du jeu et du site internet d'AE2 Commander fut mis en ligne le 17 avril 2011. Le jeu présente un ensemble de documents numérisés issus des collections des archives nationales australiennes et de l'Australian War Memorial avec la participation de diverses sources d'archives, dans le cadre et la narration du jeu,.
Des plaques en bronze commémoratives ont été installées sur les sites associés au voyage de l'AE2 depuis l'Australie jusqu'aux Dardanelles. Une Defence Housing (en) en construction à Ermington, Nouvelle-Galles du Sud, sur le site d'un ancien magasin à munitions de la marine est nommé AE2. Depuis quelques années, l'AE2 est appelé le Silant ANZAC,.

## Sources
- (en) Cet article est partiellement ou en totalité issu de l’article de Wikipédia en anglais intitulé « HMAS AE2 » (voir la liste des auteurs).